# Anhimella pacifica
Anhimella pacifica là một loài bướm đêm trong họ Noctuidae.